# Peep World
Peep World è un film del 2010 diretto da Barry W. Blaustein.